# مارکت رلباخ
مارکت رلباخ (به آلمانی: Markt Erlbach) یک شهر در آلمان است که در نوی‌شتات واقع شده‌است. مارکت رلباخ ۵٬۷۰۳ نفر جمعیت دارد.